# Bruno Galliker
Bruno Galliker   (Emmen, 29 de desembre de 1931 - Zúric, 27 de maig de 2020) fou un atleta suís, especialista en curses de tanques, que va competir durant les dècades de 1950 i 1960.
El 1960 va prendre part en els Jocs Olímpics d'Estiu de Roma, on fou sisè en els 400 metres tanques del programa d'atletisme.
En el seu palmarès destaquen dues medalla de bronze al Campionat d'Europa d'atletisme, el 1958 en els 400 metres tanques, i el 1962 en el 4x400 metres. També guanyà 8 títols nacionals, quatre d'ells en els 400 metres tanques i un en els 200 tanques. Va millorar el rècord suís dels 400 tanques diverses vegades, així com també el del 4x400 metres. El 1960 fou escollit Esportista Suís de l'Any.
Una vegada retirat va treballar com a periodista esportiu a la ràdio suïssa-alemanya durant diverses dècades. Morí en un accident de cotxe el 2020.

## Millors marques
- 400 metres tanques. 51.11" (1960)[6]